# 大阪市立萩之茶屋小学校
大阪市立萩之茶屋小学校（おおさかしりつ はぎのちゃやしょうがっこう）は、かつて大阪府大阪市西成区にあった公立小学校。西成区の北東部を校区としていた。
2000年代時点では1学年1クラスの小規模校となっていた。児童数減少のため、近隣の弘治・今宮の両小学校と統合し、小中一貫校の大阪市立新今宮小学校・今宮中学校（いまみや小中一貫校）に改編され、2015年3月31日に閉校した。

## 沿革
旧西成郡今宮村で3番目の小学校として、今宮第一（のちの弘治）・今宮第二（のちの長橋）の2小学校の校区を再編して、1917年に西成郡今宮第三尋常小学校として創立した。その後今宮第四尋常高等小学校（のちの大阪市立今宮小学校）の発足により、従来の校区の一部を今宮第四校の校区へと変更している。
1925年には大阪市への編入により、大阪市今宮第三尋常小学校と称した。1941年には国民学校令の施行により、大阪市萩之茶屋国民学校へと改称した。
1947年の学制改革により、大阪市立萩之茶屋小学校となった。
しかし地域の児童数減少に伴い、2000年代以降、萩之茶屋小学校を含めた周辺の西成区北部の小学校では学校再編が取り沙汰されるようになった。地域との協議・折衝を経て、大阪市立今宮中学校敷地に、同中学校校区内の萩之茶屋・弘治・今宮の3小学校を統合した新設小学校を設置し、施設一体型小中一貫校として運営する方向が固まった。統合新設される小学校の名称は大阪市立新今宮小学校としたうえで、2015年より施設一体型小中一貫校、大阪市立新今宮小学校・今宮中学校（通称・愛称：いまみや小中一貫校）が開校した。
これに伴い、萩之茶屋小学校は2015年3月31日付で閉校となっている。
跡地には、2020年12月に大阪社会医療センター付属病院が新築移転している。

### 徳風小学校
大阪大空襲の被害により、終戦直後の1946年に徳風国民学校（徳風小学校）を統合している。
徳風小学校は貧困のために不就学になっていた児童への対策として、地域の篤志家の手によって1911年7月に南区南高岸町（現在の浪速区・今宮戎神社北側、大阪市立広田保育所付近）で創立した。その後1922年に大阪市に移管され、1938年に西成区（現在の萩之茶屋2丁目9番付近）に移転している。徳風小学校跡地は保育園となっている。

### あいりん学園
また1962年にはあいりん地区の不就学児童対策のため、萩之茶屋小学校・今宮中学校分校としてあいりん学園を設置した。
当初は西成警察署前の空き地にプレハブ校舎を建設したが、翌1963年には大阪市立あいりん小中学校（大阪市立あいりん小学校・大阪市立あいりん中学校）として独立し、大阪市立あいりん会館（現在の西成区太子1丁目）内に移転した。1973年には萩之茶屋1丁目9番に独立校舎を構えて移転し、大阪市立新今宮小中学校（大阪市立新今宮小学校・大阪市立新今宮中学校）へと改称した。新今宮小学校は、後年に設置された新今宮小学校（いまみや小中一貫校）と同名であるが、直接の連続性はない。
新今宮小中学校は社会状況の変化により、新今宮小学校は1981年・新今宮中学校は1984年に閉校した。新今宮小学校の事務は萩之茶屋小学校が継承した。新今宮小中学校跡は老人憩いの家などになっている。

### 年表
- 1917年6月15日 - 西成郡今宮第三尋常小学校として創立。
- 1918年12月4日 - 高等科を併設したことに伴い、西成郡今宮第三尋常高等小学校に改称。
- 1921年 - 従来の校区の一部を、新設の西成郡今宮第四尋常高等小学校（のちの大阪市立今宮小学校）校区へ分離。
- 1925年4月1日 - 今宮町の大阪市への編入により、大阪市今宮第三尋常高等小学校に改称。
- 1940年2月21日 - 国民学校令により、大阪市萩之茶屋国民学校に改称。
- 1944年9月9日 - 泉南郡樽井町および西信達村（いずれも現在の泉南市）に集団疎開。
- 1945年6月15日 - 空襲により校舎を焼失。
- 1946年 - 太平洋戦争の戦災のため、大阪市徳風国民学校を統合。
- 1947年4月1日 - 学制改革により、大阪市立萩之茶屋小学校に改称。
- 1950年9月3日 - ジェーン台風により、給食調理室が倒壊。
- 1952年10月15日 - 校歌制定。
- 1957年7月1日 - プール完成。
- 1962年 - 分校としてあいりん学園（後の大阪市立新今宮小学校）を設置。（1963年独立校化、1981年閉校）
- 1963年2月22日 - 講堂落成。
- 1981年 - 大阪市立新今宮小学校の閉校に伴い、同校の学校事務を継承。
- 1985年 - 校舎建て替え工事のため、旧新今宮小中学校校舎に仮移転。
- 1986年7月5日 - 校舎建て替え工事が竣工。
- 1987年5月27日 - 大阪市教育委員会から、算数科の研究校に指定される。
- 2000年3月4日 - パソコンルーム設置。
- 2015年3月31日 - 閉校。

## 通学区域
- 大阪市西成区 萩之茶屋1丁目、萩之茶屋2丁目（一部）、太子、花園北1丁目、花園北2丁目（一部）、中開1丁目（一部）、出城1丁目（一部）、鶴見橋1丁目（一部）、長橋1丁目（一部）。

卒業生は大阪市立今宮中学校に進学していた。

## 交通
- 大阪市営地下鉄御堂筋線・堺筋線 動物園前駅 南西へ約400m。
- 南海本線・大阪環状線・関西本線 新今宮駅、阪堺電気軌道阪堺線 新今宮駅前停留場 南へ約300m。
- 南海高野線 萩ノ茶屋駅 北へ約200m。
- 大阪市営地下鉄四つ橋線 花園町駅 北西へ約600m。